# 연결 (바둑)
연결은 하나의 선 위에 연속으로 같은 색의 돌들이 나란히 놓여져 있는 상태이다. 돌과 돌이 서로 기맥을 통하는 '탄력적인 모양'이라고 할 수 있다.